# 830 Petropolitana
A 830 Petropolitana (ideiglenes jelöléssel 1916 ZZ) egy kisbolygó a Naprendszerben. Grigorij Neujmin fedezte fel 1916. augusztus 25-én.